# Canal de Moçambique
Canal de Moçambique, zu Deutsch „Straße von Mosambik“ analog der Straße von Mosambik, ist eine mosambikanische, portugiesischsprachige Wochenzeitung. Zudem wird unter dem Namen „CanalMoz“ eine digitale Tageszeitung verbreitet.

## Profil
Fernando Veloso gründete die Zeitung 2006 unter den von ihm gegründeten Unternehmen Canal i. Die Redaktion hat ihren Sitz in der Avenida Samora Machel im Zentrum Maputos. Die Wochenauflage von Canal de Moçambique beträgt schätzungsweise um die 3000 Exemplare und wird vorrangig in der Hauptstadt Maputo verkauft, die Zeitung erscheint mittwochs. Neben der wöchentlich gedruckten Ausgabe erscheint täglich unter dem Namen „CanalMoz“ eine digitale Tageszeitung; sie wird vor allem über soziale Medien (Facebook und Twitter) verbreitet.
Das Profil von Canal de Moçambique gilt als sehr regierungskritisch. Regelmäßig werden tatsächliche oder vermeintliche Skandale um Politikerinnen und Politiker, vorrangig der Regierungspartei FRELIMO, veröffentlicht und beschrieben. Auch geben Oppositionspolitikerinnen und -politiker, wie beispielsweise Daviz Simango oder Afonso Dhlakama in unregelmäßigen Abständen große Interviews für die Zeitung. Aus diesem Grund ist Canal de Moçambique regelmäßig Schmähungen, Anzeigen und Klagen seitens FRELIMO-Mitgliedern bzw. Regierungsmitgliedern ausgesetzt, gelegentlich werden Journalistinnen und Journalisten auch durch die Polizei festgenommen.

## Prozess wegen Verbreitung eines Facebook-Beitrags
Im November 2013 veröffentlichte der Ökonom und Menschenrechtsaktivist Carlos Nuno Castel-Branco via Facebook einen offenen Brief an den damaligen Staatspräsidenten Armando Guebuza. In diesem warf er dem Präsidenten vor sich auf Kosten des Landes zu bereichern und das Land „in den Faschismus“ führen zu wollen. Der Brief fand eine starke Verbreitung in den sozialen Netzwerken. Canal de Moçambique druckte den Brief ab, ebenso wie andere Oppositionsmedien (@Verdade und MediaFax). Daraufhin erhob die Generalstaatsanwalt der Republik Mosambik Anklage gegen Castel-Branco, aber auch gegen Fernando Veloso, dem Chefredakteur von Canal de Moçambique, sowie Fernando Mbanze, Chefredakteur der Zeitung MediaFax aufgrund von die Staatssicherheit gefährdender Straftaten. Das Strafgericht des Stadtbezirks Kampfumo sprach Castel-Branco und den Mitangeklagten Mbanze letztendlich jedoch am 16. September 2015 frei und sah die Kritik Castel-Brancos und die Verbreitung dieser durch die in der Verfassung garantierte Meinungsfreiheit gedeckt. Veloso, der Chefredakteur von Canal de Moçambique befand sich während des Prozesses im Ausland.